# Pselaphodes jizushanus
Pselaphodes jizushanus – gatunek chrząszcza z rodziny kusakowatych i podrodziny marników. Występuje endemicznie w Chinach.
Gatunek ten opisali po raz pierwszy w 2011 roku Yin Ziwei, Li Lizhen i Zhao Meijun na łamach Annales Zoologici. Jako miejsce typowe wskazano górę Jizu Shan w chińskiej prowincji Junnan. Epitet gatunkowy pochodzi od miejsca typowego.
Chrząszcz ten osiąga 3,01 mm długości i 1,17 mm szerokości ciała. Ubarwienie ma rudobrązowe. Głowa jest tak długa jak szeroka. Oczy złożone buduje u samca około 35 omatidiów. Czułki buduje jedenaście członów, z których trzy ostatnie są powiększone, a u samca ponadto człony dziewiąty i dziesiąty są silnie zmodyfikowane. Przedplecze jest tak długie jak szerokie, o okrągławo-kanciastych brzegach przednio-bocznych. Pokrywy są szersze niż dłuższe. Zapiersie (metawentryt) u samców ma wyraźnie długie wyrostki. Odnóża przedniej pary mają uzbrojone kolcami spody krętarzy i ud. Odnóża środkowej pary mają kolce tylko na spodach krętarzy. Odwłok jest duży.
Owad ten jest endemitem Chin, znanym tylko z miejsca typowego w powiecie Binchuan w Junnanie. Spotykany był na wysokości 2400 m n.p.m.